# Saint-Denis-lès-Rebais
Saint-Denis-lès-Rebais és un municipi francès, situat al departament de Sena i Marne i a la regió de Illa de França. L'any 2007 tenia 914 habitants.
Forma part del cantó de Coulommiers, del districte de Provins i de la Comunitat de comunes dels Deux Morin.

## Demografia

### Població
El 2007 la població de fet de Saint-Denis-lès-Rebais era de 914 persones. Hi havia 321 famílies, de les quals 47 eren unipersonals (8 homes vivint sols i 39 dones vivint soles), 90 parelles sense fills, 153 parelles amb fills i 31 famílies monoparentals amb fills.
La població ha evolucionat segons el següent gràfic:
Habitants censats

### Habitatges
El 2007 hi havia 395 habitatges, 329 eren l'habitatge principal de la família, 46 eren segones residències i 20 estaven desocupats. Tots els 393 habitatges eren cases. Dels 329 habitatges principals, 309 estaven ocupats pels seus propietaris, 15 estaven llogats i ocupats pels llogaters i 5 estaven cedits a títol gratuït; 1 tenia una cambra, 2 en tenien dues, 29 en tenien tres, 67 en tenien quatre i 230 en tenien cinc o més. 279 habitatges disposaven pel capbaix d'una plaça de pàrquing. A 121 habitatges hi havia un automòbil i a 199 n'hi havia dos o més.

### Piràmide de població
La piràmide de població per edats i sexe el 2009 era:
| Homes | Edats   | Dones |
| ----- | ------- | ----- |
| 0     | 95 o +  | 0     |
| 0     | 90 a 94 | 4     |
| 0     | 85 a 89 | 0     |
| 4     | 80 a 84 | 4     |
| 4     | 75 a 79 | 8     |
| 12    | 70 a 74 | 16    |
| 28    | 65 a 69 | 20    |
| 12    | 60 a 64 | 24    |
| 16    | 55 a 59 | 20    |
| 28    | 50 a 54 | 44    |
| 36    | 45 a 49 | 16    |
| 48    | 40 a 44 | 40    |
| 28    | 35 a 39 | 24    |
| 20    | 30 a 34 | 32    |
| 20    | 25 a 29 | 16    |
| 12    | 20 a 24 | 20    |
| 36    | 15 a 19 | 24    |
| 32    | 10 a 14 | 28    |
| 16    | 5 a 9   | 32    |
| 24    | 0 a 4   | 20    |

## Economia
El 2007 la població en edat de treballar era de 605 persones, 468 eren actives i 137 eren inactives. De les 468 persones actives 433 estaven ocupades (231 homes i 202 dones) i 36 estaven aturades (17 homes i 19 dones). De les 137 persones inactives 51 estaven jubilades, 57 estaven estudiant i 29 estaven classificades com a «altres inactius».

### Ingressos
El 2009 a Saint-Denis-lès-Rebais hi havia 337 unitats fiscals que integraven 961,5 persones, la mediana anual d'ingressos fiscals per persona era de 21.937 €.

### Activitats econòmiques
Dels 39 establiments que hi havia el 2007, 3 eren d'empreses de fabricació d'altres productes industrials, 12 d'empreses de construcció, 8 d'empreses de comerç i reparació d'automòbils, 2 d'empreses de transport, 2 d'empreses d'hostatgeria i restauració, 2 d'empreses d'informació i comunicació, 6 d'empreses de serveis i 4 d'entitats de l'administració pública.
Dels 10 establiments de servei als particulars que hi havia el 2009, 3 eren paletes, 1 guixaire pintor, 4 fusteries, 1 lampisteria i 1 electricista.
L'únic establiment comercial que hi havia el 2009 era una gran superfície de material de bricolatge.
L'any 2000 a Saint-Denis-lès-Rebais hi havia 9 explotacions agrícoles que ocupaven un total de 738 hectàrees.

## Equipaments sanitaris i escolars
El 2009 hi havia una escola elemental integrada dins d'un grup escolar amb les comunes properes formant una escola dispersa.

## Poblacions més properes
El següent diagrama mostra les poblacions més properes.